# Jean Boiteux
Jean Boiteux (* 20. Juni 1933 in La Ciotat; † 11. April 2010 bei Bordeaux) war ein französischer Schwimmer.

## Karriere
Jean Boiteux startete in seiner aktiven Zeit für die Vereine DTOEC, JUS Oran und G Bordeaux. Er war Sohn der Synchronschwimmerin Karine Schuler und Neffe des Schwimmers Salvator Pélégry. Bei den Olympischen Sommerspielen 1952 in Helsinki gewann er über 400 m Freistil die Goldmedaille und verbesserte dabei den von ihm selbst im Halbfinale aufgestellten olympischen Rekord auf dieser Strecke von 4:33,1 Minuten gleich um über 10 Sekunden. Damit wurde er der erste Franzose, der im Schwimmen Olympiasieger wurde. Weiterhin gewann er mit der 4 × 200-m-Freistilstaffel die Bronzemedaille und trat über 1500 m Freistil an, erreichte dort aber nicht das Finale. Zum zweiten Mal startete er bei den Spielen 1956 in Melbourne und wurde Sechster über 1500 m Freistil, verpasste dieses Mal aber das Finale über 400 m Freistil. Auch mit der 4 × 200-m-Freistilstaffel verpasste Boiteux das Finale. Ein drittes Mal startete der Franzose 1960 in Rom bei Olympischen Spielen und wurde in der 200-m-Freistilstaffel eingesetzt, die wie schon vier Jahre zuvor das Finale verpasste.
Zwischen 1951 und 1956 stellte Boiteux drei Europarekorde über 400 m Freistil auf, 1952 einen Europarekord über 800 m, 1956 über 1500 m Freistil sowie 1951 gemeinsam mit Joseph Bernardo, Willy Blioch und Alex Jany in der 4 × 200-m-Freistilstaffel. Im Jahr 1982 wurde Boiteux in die Ruhmeshalle des internationalen Schwimmsports aufgenommen. Bereits 1952 war er von der Sportzeitung L’Équipe zu Frankreichs Sportler des Jahres („Champion des champions“) gewählt worden.
Boiteux starb 2010 an den Folgen eines Unfalls.